# 李连达
李连达（1934年7月24日—2018年10月18日），中药药理学专家，出生于辽宁省沈阳市。1956年毕业于北京医科大学医疗系后在位于北京的中国中医研究院西苑医院工作，任中国中医研究院西苑医院研究员及中国中医研究院首席研究员。2003年当选为中国工程院医药卫生学部院士。曾于2004～2009年担任浙江大学药学院院长。

## 学术成就
1990年，李连达及其小组首次建立了中药药效学评价标准及技术规范，得到了学术界的公认，并被确定为国家标准。这一方法提高了中药新药研制与评审水平，促进了中药研究的现代化、标准化与规范化。他还成功地揭示了中医“活血化瘀”治疗法的基本规律与作用机理，其参与研究的课题“血瘀证与活血化瘀研究”获得2003年度国家科技进步奖一等奖。他主持研究的课题“双龙方与自体骨髓单个核细胞经心导管移植治疗冠心病的基础研究”，首次将中药与干细胞移植合用治疗冠心病，显著提高了疗效及干细胞移植成功率，为冠心病治疗开拓了新领域，解决了医学界心肌细胞不能再生的难题。该课题获2003年中华中医药学会科学技术奖一等奖。

## “浙江大学李连达院士涉嫌论文造假”事件
李连达于2008～2009年被卷入“涉嫌论文造假”事件。其在浙江大学的研究小组成员贺海波抄袭他人论文以及编造和篡改实验数据，使得多篇论文被撤稿。浙江大学经过对贺海波论文剽窃事件的调查后认为，论文造假均为贺海波一人所为，其他论文作者均不知情，与李连达院士也没有关联。但李连达对贺海波事件负有疏于管理、教育不力、监管督查不严的责任。其院长任期届满，学校不再续聘。中国工程院也认定李连达对这一剽窃事件负有疏于监管的责任。